# Casa Bamba
Casa Bamba es una localidad argentina ubicada en el Departamento Colón de la provincia de Córdoba.
Se halla sobre el río Suquía, por la ruta provincial E 55, Curva de la Herradura, a 7 km al oeste de La Calera, de la cual depende administrativamente. En esta villa se halla la primera usina de generación eléctrica del país destinada al servicio público.
Cuenta con la estación Casa Bamba del Tren de las Sierras. Esta es la única forma de entrar y salir del pueblo debido a que la compañía minera Mogote Cortado ha colocado un portón custodiado por guardia civil que bloquea la ruta y que solo permite transitar por allí a los habitantes del lugar previa acreditación del DNI y negando el ingreso a gente que no es de la población

## Población
Cuenta con 111 habitantes (Indec, 2010), lo que representa un incremento del 19% frente a los 93 habitantes (Indec, 2001) del censo anterior.
| Gráfica de evolución demográfica de Casa Bamba entre 1991 y 2010 |
|                                                                  |
| Fuente: Censos nacionales del INDEC                              |

## Origen del nombre
El nombre Casa Bamba provendría del nombre de un aborigen llamado Bamba, y que según narra la historia, se habría llevado una dama de la sociedad de Córdoba a vivir con él en la quebrada del río Suquía.

## Geografía
La quebrada del río Suquía data del precámbrico, y en ella se desarrollaron numerosos emprendimientos mineros.

## La usina

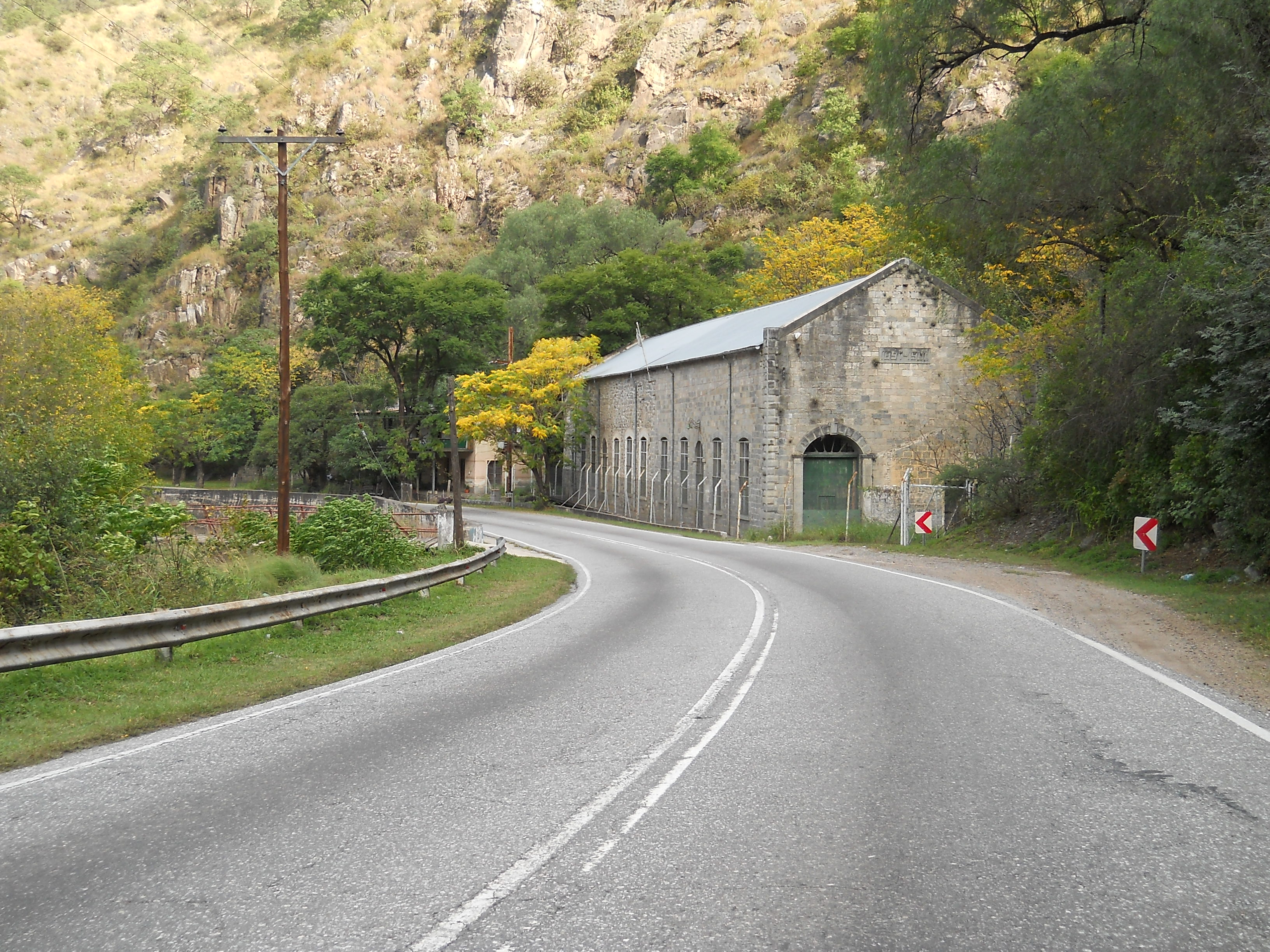
Edificio que albergaban las turbinas y los generadores

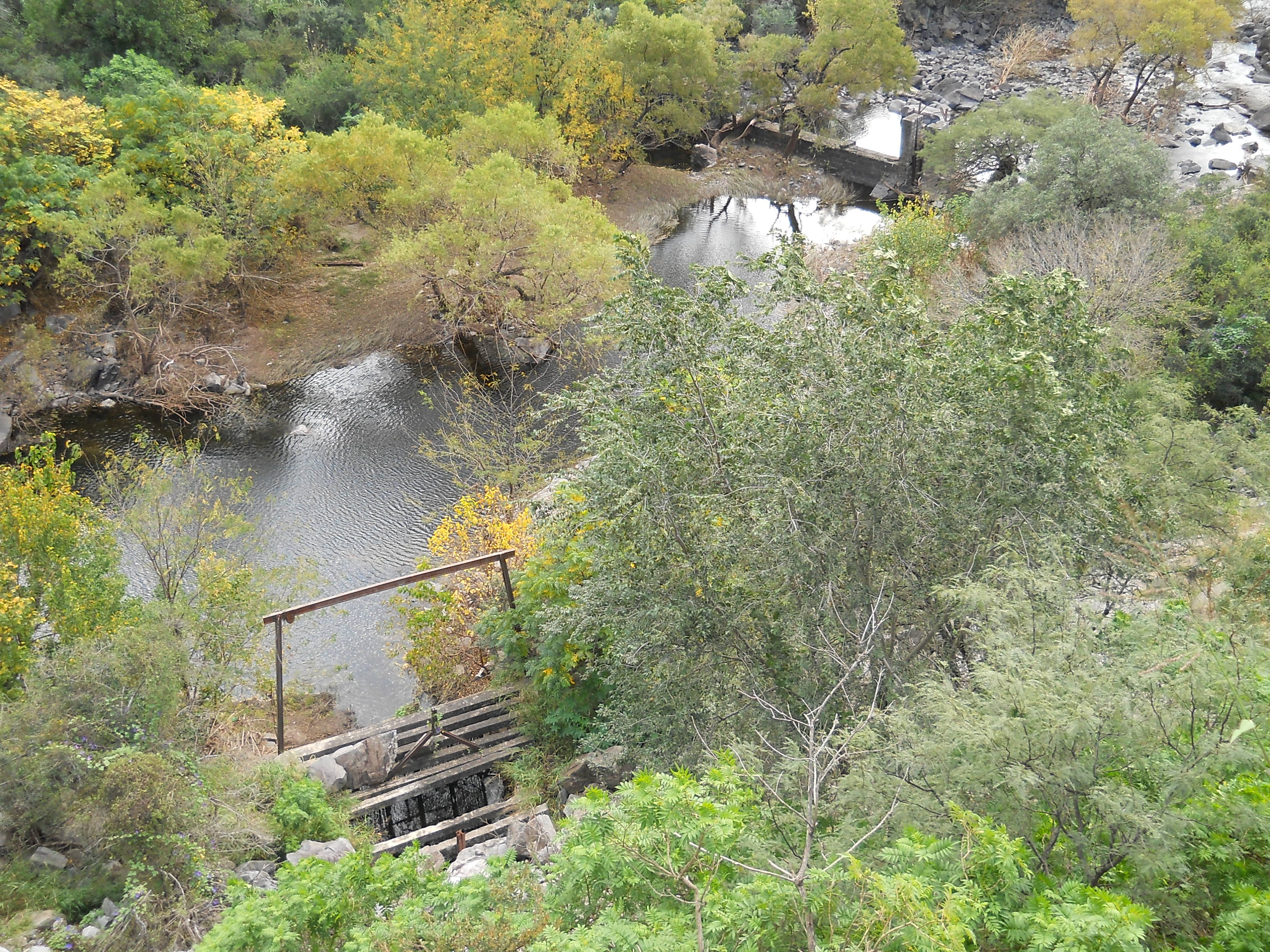
Murallón y derivación de agua, construidos para el funcionamiento de las turbinas.

En 1891 Joseph Oulton aprovechó la llegada del tren de las sierras a la zona para solicitar permiso para la construcción de una usina eléctrica, perforando un túnel de 82 metros en la montaña que permita desviar el curso del Suquía y aprovechar una caída de 31 metros para generar electricidad; la idea fue complementada por Carlos Casaffousth, de la Oficina de Riego de la provincia. No obstante, en 1893 Carlos Casaffousth fue procesado y debió abandonar su cargo, y Oulton vendió su emprendimiento, el cual fue adquirido y concluido por The Córdoba Light and Power Company. Tres turbinas fueron instaladas entre 1897 y 1901 con una potencia de 2,4 MW. Significó además el comienzo de la etapa industrial de Córdoba. La usina fue pionera en el concepto de desviar el agua a través de un túnel, concepto luego imitado por muchas otras centrales hidroeléctricas.
La central que se encuentra fuera de servicio desde 1964, y casi en estado de abandono, funciona solamente como subestación. El túnel está actualmente cerrado. Desde hace varios años, existe un proyecto para rehabilitar el túnel pero con mucho menor caudal de agua con fines didácticos, y la central como museo.